# Aliou Cissé
Aliou Cissé (Ziguinchor, 24 de março de 1976) é um treinador e ex-futebolista senegalês. Atualmente está sem clube. 

## Carreira
Construiu praticamente toda a carreira na França, e também jogou no futebol inglês, tendo atuado por Birmingham City, Crystal Palace e Portsmouth. Deixou os gramados em 2009, quando jogava pelo Nîmes.
Pela Seleção Senegalesa, jogou 2 edições da Copa das Nações Africanas e a Copa do Mundo de 2002.

## Treinador
Cisse estreou como técnico em 2013, comandando a equipe sub-23 do Senegal. Com a saída de Alain Giresse em 2015, foi promovido ao cargo no time principal, exercendo-o na Copa das Nações Africanas de 2017.
Em 2021, conduziu a seleção senegalesa ao título inédito do Campeonato Africano das Nações.

## Títulos como jogador
PSG
- Copa Intertoto da UEFA: 2001

## Titulos como treinador
Seleção Senegalesa
- Campeonato Africano das Nações: 2021

### Prêmios individuais
- Melhor Treinador do Campeonato Africano das Nações: 2021[3]
- Treinador do Ano da CAF: 2022[4]